# Lago Winnebago
El lago Winnebago es un gran lago de agua dulce de Estados Unidos situado en la parte centro-oriental del estado de Wisconsin.

## Geografía
El lago Winnebago tiene unos 48 km de longitud y unos 16 km de anchura, con una superficie de alrededor de 557 km², lo que le convierte en el mayor lago de Wisconsin. Tiene una profundidad media de 4,70 metros y una máxima de 6,40 metros.
El Winnebago tiene dos tributarios principales, los ríos Wolf y el Fox. Desagua por el río Fox, el cual fluye en dirección norte hacia la bahía de Green Bay, en el lago Míchigan. El Winnebago es parte de un sistema lacustre existente en Wisconsin, que se conoce como el Winnebago Pool.
En sus orillas se encuentran las ciudades de Oshkosh, Fond du Lac, Neenah y Menasha. Entre las ciudades que dependen del suministro de agua del lago están Oshkosh, Neenah, Menasha y Appleton.

## Historia
El lago es un resto del lago glacial Hoscos, de aproximadamente 12 000 años de antigüedad. Su origen se debe a un bloqueo ocasionado por el hielo en la zona de Green Bay, en el lago Míchigan.
El promontorio Niágara se encuentra a pocos kilómetros al este del lago. Las rocas Ordovicianas que se encontraban bajo el lago se erosionaron, y las rocas de origen Silúrico, más fuertes,  permanecieron formando la cuenca del lago.

## Esclusas y presas
El lago Winnebago no es artificial, pero su nivel subió como consecuencia de dos presas construidas en 1850. El nivel del lago se regula actualmente por el Cuerpo de Ingenieros del Ejército de los Estados Unidos.
Hay un sistema de diecisiete esclusas que conectan el Winnebago con el lago Míchigan. Este sistema se localiza a lo largo del curso bajo Río Fox y se inicia en el noroeste del Winnebago, en la ciudad de Menasha, y finaliza en la boca de la bahía de Green Bay.

### Parques
El lago Winnebago tiene varios parques, dependientes del estado, el condado y las ciudades. High Cliff State Park es el único parque estatal del lago. Este parque se encuentra en el extremo Noreste del lago. Tiene camping, rutas de senderismo, hermosas vistas del lago, un puerto deportivo, playa, torre de observación y áreas de pícnic. El camping es posible en el Calumet County Park y el Columbia County Park. Los visitantes pueden ver montículos de origen nativo en los parques High Cliff y Calumet County Park.

### Pesca
Es un lago popular entre los aficionados a la pesca, estando considerado uno de los mejores del país para pescar el walleye (un tipo de perca). Además, tenía en 2003 la mayor población de esturión de los Estados Unidos, que se pesca en el mes de febrero. Existen otras especies, entre ellas varios tipos de perca.